# Estrella fugitiva

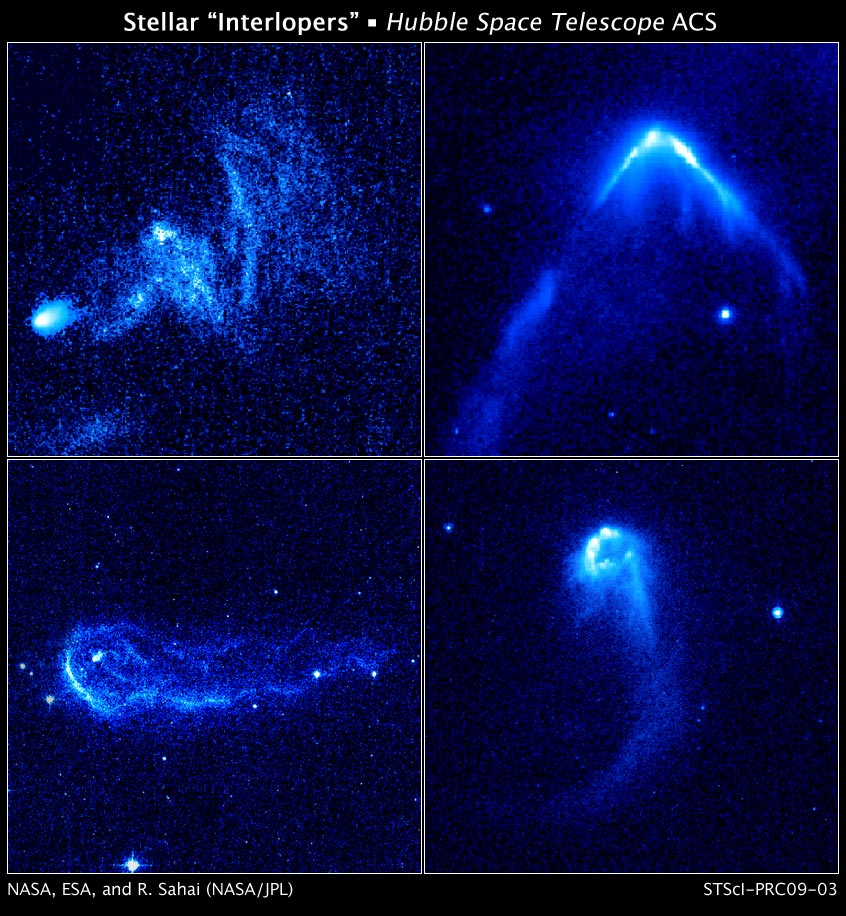
Cuatro estrellas fugitivas surcando zonas del denso gas interestelar, creando ondas de arco brillantes y colas de gas incandescente.

Una estrella fugitiva (runaway star en inglés) es una estrella que se mueve a través del espacio con una velocidad anormalmente alta en comparación con otras estrellas de su entorno.
Dos posibles mecanismos pueden dar lugar a una estrella fugitiva:
- Un encuentro muy próximo entre dos sistemas binarios, que puede resultar en la destrucción de ambos sistemas y la expulsión de algunas de las estrellas a gran velocidad.
- Una explosión de una supernova en un sistema estelar puede ocasionar que los componentes restantes salgan despedidos.

Aunque ambos mecanismos son posibles, los astrónomos suelen ser más partidarios de la hipótesis de la supernova, por ser en la práctica más probable.
Un ejemplo de estrellas fugitivas relacionadas son AE Aurigae, 53 Arietis y μ Columbae, cada una de ellas moviéndose lejos de las demás a velocidades de más de 100 km/s. Buscando el punto de origen, este se encuentra cerca de la nebulosa de Orión, en una explosión que pudo producirse hace dos millones de años. La nebulosa de emisión Sh 2-276 (el Lazo de Barnard) se piensa que es el remanente de aquella supernova que expulsó a las mencionadas estrellas.
Otro ejemplo es la estrella ζ Ophiuchi, que se aleja a gran velocidad de una estrella de neutrones (PSR J1932+1059), a raíz probablemente de la explosión de la supernova que le dio origen hace un millón de años.